# 168e Infanteriedivisie (Wehrmacht)
De 168e Infanteriedivisie (Duits: 168. Infanterie-Division) was een Duitse infanteriedivisie tijdens de Tweede Wereldoorlog. De divisie kwam niet in actie in het westen in 1940, maar nam actief deel aan de inval in de Sovjet-Unie vanaf juni 1941. Vanaf nu kwam de divisie alleen nog in actie aan het oostfront tot aan het eind in mei 1945. Dit einde kwam voor de divisie in Tsjecho-Slowakije.

## Geschiedenis

### Oprichting en training
De 168e Infanteriedivisie werd opgericht op 1 december 1939 in Görlitz in Wehrkreis VIII. De 168e Infanteriedivisie was een divisie van de 7e Aufstellungswelle. Deze Welle werd samengesteld eind 1939, toen de Wehrmacht zich voorbereidde op de Slag om Frankrijk. In deze 7e Welle-eenheden werden de antitankdetachementen ondersteund door een fietscompagnie. Ze waren bewapend met Duits materieel, in plaats van met het Tsjechoslowaakse materieel van de 5e en 6e Welle. Tegen januari 1940 was de divisie op volledige sterkte nadat Feldersatz-Bataillone 8, 18 en 45 waren toegevoegd.
De divisie werd eind januari 1940 verplaatst naar Oefenterrein Döllersheim in Oostenrijk voor verdere training. Pas eind mei 1940 werd de divisie naar het westen verplaatst, naar de Saarpfalz.

### Veldtocht in het Westen
In juni 1940 marcheerde de divisie vanuit het Saargebied (ten zuiden van Saarbrücken) na het doorbreken van de Maginotlinie in het Holving-Sarralbe-gebied over het Marne-Rijnkanaal naar de centrale Vogezen naar de Donon in het Hommarting-gebied. De divisie was steeds in reserve en niet in het front. Al eind juni/begin juli 1940 werd de divisie verplaatst naar zuidelijk Polen.

### Veldtocht tegen de Sovjet-Unie
Vanaf 22 juni 1941 deed de divisie mee aan Operatie Barbarossa en rukte vanuit het gebied rond Hrubieszów via Zjitomir op richting Kiev. Hier vocht de divisie in de Slag om Kiev. Na afloop van deze grote omsingelingsslag rukte de divisie op naar het oosten, via Romny, Charkov naar Belgorod. In dit gebied bleef de divisie nu gedurende zo’n negen maanden. De divisie doorstond het Sovjet winteroffensief van 1941/42 redelijk goed en kon zijn stellingen meest houden. Het front bevroor nu tot het begin van het Duitse zomeroffensief van 1942, Fall Blau. In juli 1942 rukte de divisie weer op, nu naar de rivier de Don rond Voronezj, eerst ten noorden en daarna ten zuiden van deze stad. Medio september 1942 nam het 2e Hongaarse Leger deze sector langs de Don over en de divisie bleef daar om de Hongaren te ondersteunen. Tegen januari 1943 lag de divisie in reserve achter de Hongaren. Toen de Sovjets op 13 januari 1943 hun Ostrogozj-Rossosj-offensief startten, raakten de Hongaren meteen in moeilijkheden. De divisie werd ook stevig geraakt en moest zich terug trekken. De terugtocht voerde verder naar Belgorod en noordoostelijk langs Charkov naar Zenkov. Vervolgens werd de divisie rond Mirgorod gelegerd en werd in de gevechten rond Charkov in februari/maart 1943 niet ingezet. Vanaf april kwam de divisie rond Belgorod weer in de frontlinie. In juli 1943 nam de divisie deel aan de Slag om Koersk. Na het mislukken van dit Duitse offensief moest de divisie terugtrekken, helemaal naar de Dnjepr. Hier kwam de divisie bij Tsjerkasy langs de rivier te liggen vanaf september 1943. 
Van de divisie was nog slechts een Kampfgruppe over. Op 2 november 1943 werden daarom de resten van de 223e Infanteriedivisie in de divisie ingevoegd. Daarbij werd het eigen Grenadierregiment 429 opgeheven en er kwam daarvoor in de plaats de Divisions-Gruppe 223 (Regiments-Gruppen 385 en 425).
Toen de Sovjets in november 1943 rond Kiev de Dnjepr overstaken, werd de divisie naar de zuidzijde van deze doorbraak gedirigeerd. Daarna volgden in december 1943 en januari/februari 1944 gevechten bij Belaja Tserkov, Berditsjev en Vinnitsa. Tussen 4 maart en 17 april 1944 kwam de terecht in de Kamenets-Podolski pocket, een omsingeling van het 1e Pantserleger. De divisie zat hier aan de oostelijke kant van de pocket en leed tijdens deze operatie opnieuw zware verliezen. Na de uitbraak uit deze pocket ging de divisie in stelling achter de Strypa te hoogte van Monastyriska. In dit gebied bleef de divisie gedurende de volgende 3 maanden, tot het begin van het Sovjet Lvov-Sandomierz Offensief. In dit offensief werd de divisie teruggedrongen naar de Karpaten in juli-augustus 1944. Tegen het eind van het jaar werd de divisie verplaats naar het bruggenhoofd Sandomierz. Daar kreeg de divisie de volle laag toen de Sovjets op 12 januari 1945 uit dit bruggenhoofd braken. Daarbij werd de divisie grotendeels vernietigd. Resten trokken terug naar Silezië.
In Silezië werd de divisie weer heropgericht. De divisie kwam in stelling te liggen achter de Oder in de buurt van Oppeln. In maart werd de divisie teruggedrongen van de Oder, tot het gebied rond Deutsch Wette. Hier, en een stukje westelijker, bracht de divisie de laatste paar weken van de oorlog door. In de laatste dagen trok de divisie nog naar het westen, maar tevergeefs.

### Einde
De 168e Infanteriedivisie gaf zich over aan Sovjettroepen bij Glatz op 8 mei 1945.

## Commandanten
| Rang                                              | Naam                      | Begin            | Eind             |
| ------------------------------------------------- | ------------------------- | ---------------- | ---------------- |
| Generalmajor                                      | Wolf Boysen               | 1 december 1939  | 11 januari 1940  |
| Generalleutnant                                   | Dr. Hans Mundt            | 11 januari 1940  | 2 juli 1941      |
| Generalmajor                                      | Gerhard Steinbauer        | 5 juli 1941      | 6 juli 1941      |
| Oberst                                            | Wilhelm Haverkamp         | 5 juli 1941      | 8 juli 1941      |
| Generalmajor vanaf 1 oktober 1942 Generalleutnant | Dietrich Kraiss           | 8 juli 1941      | 9 maart 1943     |
| Oberst vanaf 1 juni 1943 Generalmajor             | Walter Chales de Beaulieu | 9 maart 1943     | 10 november 1943 |
| Generalmajor vanaf 1 juni 1944 Generalleutnant    | Werner Schmidt-Hammer     | 1 december 1943  | 8 september 1944 |
| Oberst                                            | Carl Anders               | 8 september 1944 | 12 december 1944 |
| Generalleutnant                                   | Werner Schmidt-Hammer     | 12 december 1944 | 6 januari 1945   |
| Oberst                                            | Maximilian Roßkopf        | 6 januari 1945   | 19 februari 1945 |
| Generalleutnant                                   | Werner Schmidt-Hammer     | 19 februari 1945 | april 1945       |
| Oberst                                            | Hansen                    | april 1945       | 8 mei 1945       |

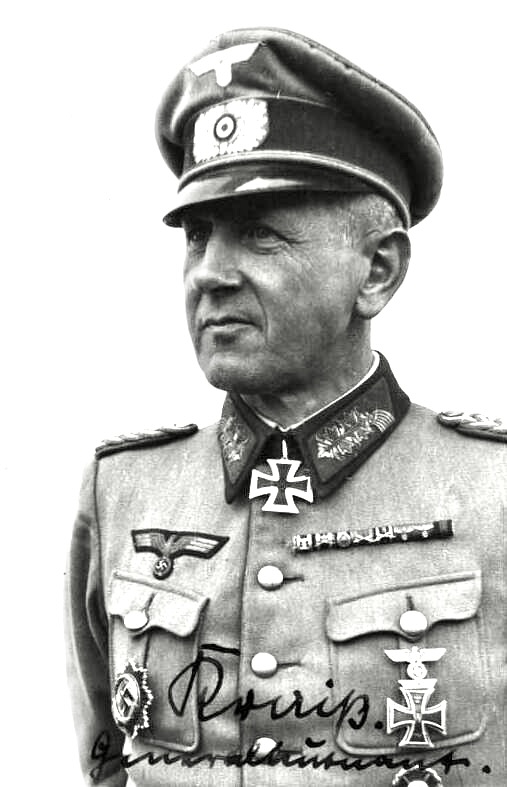
Generalleutnant Dietrich Kraiss in 1942

Oberst Anders en Oberst Maximilian Roßkopf  waren beide m.st.F.b. (mit der stellvertretenden Führung beauftragt = tijdelijk waarnemend commandant) voor Generalleutnant Schmidt-Hammer.

## Bovenliggende bevelslagen
| Legerkorps              | Leger              | Legergroep               | Plaats/regio                         | Begin               | Eind              |
| ----------------------- | ------------------ | ------------------------ | ------------------------------------ | ------------------- | ----------------- |
| Stellv.Gen.Kdo. VIII    |                    | Wehrkreis VIII           | Breslau, Gleiwitz                    | 1 december 1939     | 31 januari 1940   |
| Stellv.Gen.Kdo. XVII    |                    | Wehrkreis XVII           | Oefenterrein Döllersheim, Oostenrijk | 1 februari 1940     | 31 mei 1940       |
| direct onder bevel      | 1. Armee           | Heeresgruppe C           | Saarpfalz                            | 31 mei 1940         | 15 juni 1940      |
| 24e Legerkorps          | 1. Armee           | Heeresgruppe C           | Saarpfalz, Oost-Frankrijk            | 15 juni 1940        | 3 juli 1940       |
| H.Kdo. z.b.V. XXXIV     | 1. Armee           | Heeresgruppe C           | Saarpfalz, Oost-Frankrijk            | 3 juli 1940         | 19 juli 1940      |
| 44e Legerkorps          | 18. Armee          | Heeresgruppe B           | Polen                                | 20 juli 1940        | 17 september 1940 |
| 17e Legerkorps          | 12. Armee          | Heeresgruppe B           | Polen                                | 18 september 1940   | januari 1941      |
| 17e Legerkorps          | 17. Armee          | Heeresgruppe B           | Polen                                | januari 1941        | 22 maart 1941     |
| 29e Legerkorps          | 17. Armee          | Heeresgruppe B           | Polen                                | 23 maart 1941       | 26 maart 1941     |
| 44e Legerkorps          | 4. Armee           | Heeresgruppe B           | Polen                                | 27 maart 1941       | 14 april 1941     |
| 17e Legerkorps          | 6. Armee           | Heeresgruppe A           | Polen                                | 15 april 1941       | 21 mei 1941       |
| 29e Legerkorps          | 6. Armee           | Heeresgruppe Süd         | Lublin                               | 22 mei 1941         | 9 juni 1941       |
| direct onder bevel      | 6. Armee           | Heeresgruppe Süd         | Lublin                               | 10 juni 1941        | 23 juni 1941      |
| 55e Legerkorps          | 6. Armee           | Heeresgruppe Süd         | Polen                                | 24 juni 1941        | 26 juni 1941      |
| 51e Legerkorps          | 6. Armee           | Heeresgruppe Süd         | Oekraïne                             | 27 juni 1941        | 10 juli 1941      |
| H.Kdo. z.b.V. XXXIV     | 6. Armee           | Heeresgruppe Süd         | Oekraïne                             | 11 juli 1941        | 18 juli 1941      |
| 55e Legerkorps          | 6. Armee           | Heeresgruppe Süd         | Oekraïne                             | 19 juli 1941        | 5 augustus 1941   |
| H.Kdo. z.b.V. XXXIV     | 6. Armee           | Heeresgruppe Süd         | Kiev                                 | 6 augustus 1941     | 28 augustus 1941  |
| 17e Legerkorps          | 6. Armee           | Heeresgruppe Süd         | Kiev                                 | 28 augustus 1941    | 1 september 1941  |
| direct onder bevel      | 6. Armee           | Heeresgruppe Süd         | Kiev                                 | 1 september 1941    | 21 september 1941 |
| 51e Legerkorps          | 6. Armee           | Heeresgruppe Süd         | Priluki                              | 22 september 1941   | 30 september 1941 |
| 29e Legerkorps          | 6. Armee           | Heeresgruppe Süd         | Romny                                | 1 oktober 1941      | 22 oktober 1941   |
| 51e Legerkorps          | 6. Armee           | Heeresgruppe Süd         | Belgorod                             | 22 oktober 1941     | 30 november 1941  |
| 29e Legerkorps          | 6. Armee           | Heeresgruppe Süd         | Belgorod                             | 1 december 1941     | 8 december 1941   |
| direct onder bevel      | 6. Armee           | Heeresgruppe Süd         | Belgorod                             | 8 december 1941     | 22 december 1941  |
| 29e Legerkorps          | 6. Armee           | Heeresgruppe Süd         | Belgorod                             | 23 december 1941    | 6 juli 1942       |
| 7e Legerkorps           | 2. Armee           | Heeresgruppe B           | Voronezj                             | augustus 1942       |                   |
| 24e Pantserkorps        | 2e Hongaarse Leger | Heeresgruppe B           | Donboog                              | september 1942      |                   |
| 4e Hongaarse Legerkorps | 2e Hongaarse Leger | Heeresgruppe B           | Donboog                              | januari 1943        |                   |
| Korps z.b.V. Cramer     |                    | Heeresgruppe B           | Donboog                              | 12 januari 1943     | 20 februari 1943  |
| direct onder bevel      | AA Kempf           | Heeresgruppe Süd         | Charkov                              | 21 februari 1943    | 23 februari 1943  |
| Korps Raus              | AA Kempf           | Heeresgruppe Süd         | Zenkov, Mirgorod                     | 24 februari 1943    | 17 maart 1943     |
| direct onder bevel      | AA Kempf           | Heeresgruppe Süd         | Mirgorod                             | 17 maart 1943       | 23 april 193      |
| Korps Raus              | AA Kempf           | Heeresgruppe Süd         | Belgorod                             | 24 april 1943       | 30 juni 1943      |
| 3e Pantserkorps         | AA Kempf           | Heeresgruppe Süd         | Belgorod                             | juli 1943           |                   |
| 11e Legerkorps          | AA Kempf           | Heeresgruppe Süd         | Belgorod                             | augustus 1943       | 22 augustus 1943  |
| 11e Legerkorps          | 8. Armee           | Heeresgruppe Süd         | Charkov                              | 22 augustus 1943    |                   |
| 3e Pantserkorps         | 8. Armee           | Heeresgruppe Süd         | Kiev                                 | oktober 1943        |                   |
| 24e Pantserkorps        | 4. Panzerarmee     | Heeresgruppe Süd         | Kiev, Zjitomir                       | begin november 1943 | 2 januari 1944    |
| 24e Pantserkorps        | 1. Panzerarmee     | Heeresgruppe Süd         | Vinnitsa, Kamenetz-Podolsk           | 3 januari 1944      | maart/april 1944  |
| 46e Pantserkorps        | 1. Panzerarmee     | Heeresgruppe Nordukraine | Strypa                               | april 1944          | juni 1944         |
| 11e Legerkorps          | 1. Panzerarmee     | Heeresgruppe Nordukraine | Karpaten                             | juli 1944           | september 1944    |
| 49e Bergkorps           | 1. Panzerarmee     | Heeresgruppe A           | Karpaten                             | oktober 1944        |                   |
| 11e Legerkorps          | 1. Panzerarmee     | Heeresgruppe A           | Karpaten                             | november 1944       |                   |
| 48e Pantserkorps        | 1. Panzerarmee     | Heeresgruppe A           | Baranov                              | december 1944       | 17 januari 1945   |
| Korpsgruppe Sieler ?    | 17. Armee          | Heeresgruppe Mitte       | Baranov, Silezië                     | 18 januari 1945     | 23 februari 1945  |
| Korpsgruppe Schlesien ? | 1. Panzerarmee     | Heeresgruppe Mitte       | Silezië                              | 24 februari 1945    | maart 1945        |
| 40e Pantserkorps        | 17. Armee          | Heeresgruppe Mitte       | Silezië                              | april 1945          | 8 mei 1945        |

## Samenstelling
1940
- Infanterie-Regiment 417
- Infanterie-Regiment 429
- Infanterie-Regiment 442
- Artillerie-Regiment 248 (vier Abteilungen)
- Panzerjäger-Abteilung 248 (antitankbataljon)
- Fahrrad-Schwadron 248 (fietscompagnie)
- Pionier-Bataillon 248 (geniebataljon)
- Nachrichtenabteilung 248 (verbindingsbataljon)
- Nachschubstruppen (bevoorradingstroepen)

vanaf 2 november 1943
- Divisionsgruppe 223
- Infanterie-Regiment 417
- Infanterie-Regiment 442
- Artillerie-Regiment 248 (vier Abteilungen)
- Panzerjäger-Abteilung 248 (antitankbataljon)
- Fahrrad-Schwadron 248 (fietscompagnie)
- Pionier-Bataillon 248 (geniebataljon)
- Feldersatz-Bataillon 248 (vervangingsbataljon)
- Nachrichtenabteilung 248 (verbindingsbataljon)
- Nachschubstruppen (bevoorradingstroepen)